# Uranoscopus
Uranoscopus è un genere di pesci ossei marini appartenenti alla famiglia Uranoscopidae.

## Distribuzione e habitat
È un genere cosmopolita presente in tutti i mari e gli oceani tropicali e temperati caldi. Nel mar Mediterraneo è comune la specie U. scaber.
Vivono rintanati in fondali sabbiosi o fangosi a varie profondità.

## Specie
- Uranoscopus affinis
- Uranoscopus albesca
- Uranoscopus archionema
- Uranoscopus bauchotae
- Uranoscopus bicinctus
- Uranoscopus cadenati
- Uranoscopus chinensis
- Uranoscopus cognatus
- Uranoscopus crassiceps
- Uranoscopus dahlakensis
- Uranoscopus dollfusi
- Uranoscopus filibarbis
- Uranoscopus fuscomaculatus
- Uranoscopus guttatus
- Uranoscopus japonicus
- Uranoscopus kaianus
- Uranoscopus marisrubri
- Uranoscopus marmoratus
- Uranoscopus oligolepis
- Uranoscopus polli
- Uranoscopus scaber
- Uranoscopus sulphureus
- Uranoscopus tosae